# Acrocephalus nijoi
El carricero de Aguiján (Acrocephalus nijoi) es una especie extinta de ave paseriforme de la familia Acrocephalidae endémica de la isla Aguiján, en el norte del archipiélago de las Marianas. Anteriormente se consideraba una subespecie del carricero ruiseñor (Acrocephalus luscinius).

## Extinción
La especie nunca fue abundante y estaba confinada en una sola isla. En 1982 se estimó su población entre 4 y 15 individuos. En 1995 ya no se pudo avistar ningún ejemplar, y tampoco en los censos realizados en 2000, 2002 y 2008. Se cree que las posibles causas de su extinción fueron la introducción de cabras y los aclarados de la isla para la agricultura realizados antes de la Primera Guerra Mundial.